# Paralepidotus ornatus
Il paralepidoto (Paralepidotus ornatus (Agassiz, 1843) ) è un pesce osseo estinto, appartenente ai semionotiformi. Visse nel Triassico superiore (Norico, circa 225 - 215 milioni di anni fa) e i suoi resti fossili sono stati ritrovati in Europa.

## Descrizione
Questo pesce possedeva un corpo compatto e fusiforme, piuttosto alto e massiccio. Poteva superare i 60 centimetri di lunghezza, e si suppone che qualche esemplare sfiorasse il metro. La testa era allungata e il muso appuntito; gli occhi erano grandi, e all'interno della bocca erano presenti grandi denti dalla punta smussata, adatti a triturare. La pinna dorsale era piuttosto grande e dotata di una base larga, ed era collocata nella parte posteriore del dorso dell'animale. La pinna anale era pressoché opposta a quella dorsale, ma era molto più piccola. La pinna caudale possedeva un margine superiore notevolmente frastagliato. Le scaglie ricoprivano tutto il corpo, erano spesse e squadrate, ricoperte da ganoina e disposte in file diagonali.

## Classificazione
I primi fossili di questo animale vennero rinvenuti nella zona di Seefeld (Austria) e descritti da Louis Agassiz nel 1843; lo studioso svizzero li attribuì a una specie del genere Lepidotes (L. ornatus). Successivamente altri studiosi attribuirono i fossili variamente a Lepidotes o a Colobodus, e solo nel 1919 Stolley istituì per questa specie il genere Paralepidotus. Numerosi resti di questo pesce sono stati ritrovati in vari giacimenti del Norico in Lombardia (Zogno, Poscante, Magasa, Valle Imagna, Vertova), in particolare nel cosiddetto Calcare di Zorzino; altri resti sono stati ritrovati a Giffoni (Salerno). Fossili attribuibili a questa specie sono stati ritrovati anche in Francia e, con molta incertezza allo stesso genere, anche in Lussemburgo, Polonia, Arabia Saudita e Nevada; questi ultimi ritrovamenti, tuttavia, sono di dubbia identità. 

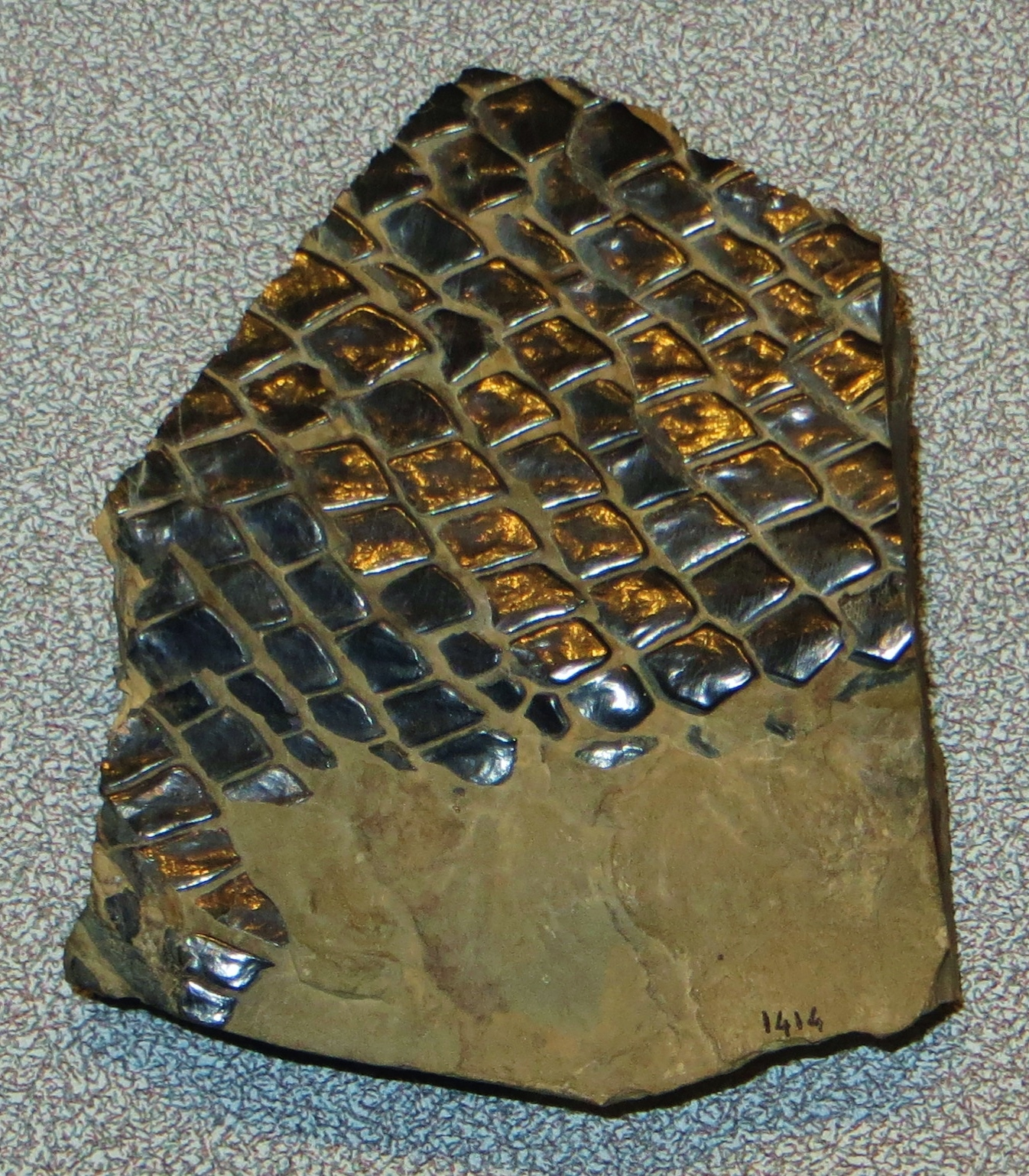
Scaglie di Paralepidotus provenienti da Vertova

Paralepidotus è un rappresentante dei semionotiformi, un gruppo di pesci ossei tipici del Triassico e del Giurassico, comprendenti animali dal corpo compatto e imparentati alla lontana con gli attuali lucci alligatore. Paralepidotus, in particolare, è attribuito alla famiglia Callipurbeckiidae, comprendenti anche i generi giurassici Callipurbeckia e Macrosemimimus.

## Paleobiologia
Paralepidotus era un pesce che, almeno allo stadio adulto, si muoveva piuttosto lentamente e frantumava invertebrati dotati di guscio grazie ai potenti denti emisferici.
Sono noti moltissimi fossili di Paralepidotus, rappresentanti vari stadi di crescita dell'animale. I giovani erano più snelli degli adulti e la loro dentatura non era così specializzata nella frantumazione. L'ornamentazione di ossa e scaglie appariva quando gli esemplari erano lunghi circa 11-15 centimetri, e raggiungeva l'aspetto adulto quando gli individui erano di circa 30 centimetri. Queste modificazioni implicano un cambio di ambiente durante la vita di un individuo, dalle acque aperte superficiali alle acque costiere basse con banchi di molluschi; le variazioni ontogenetiche nella dentatura implicano inoltre un cambio nella dieta di Paralepidotus (Tintori, 1996).

## Galleria d'immagini

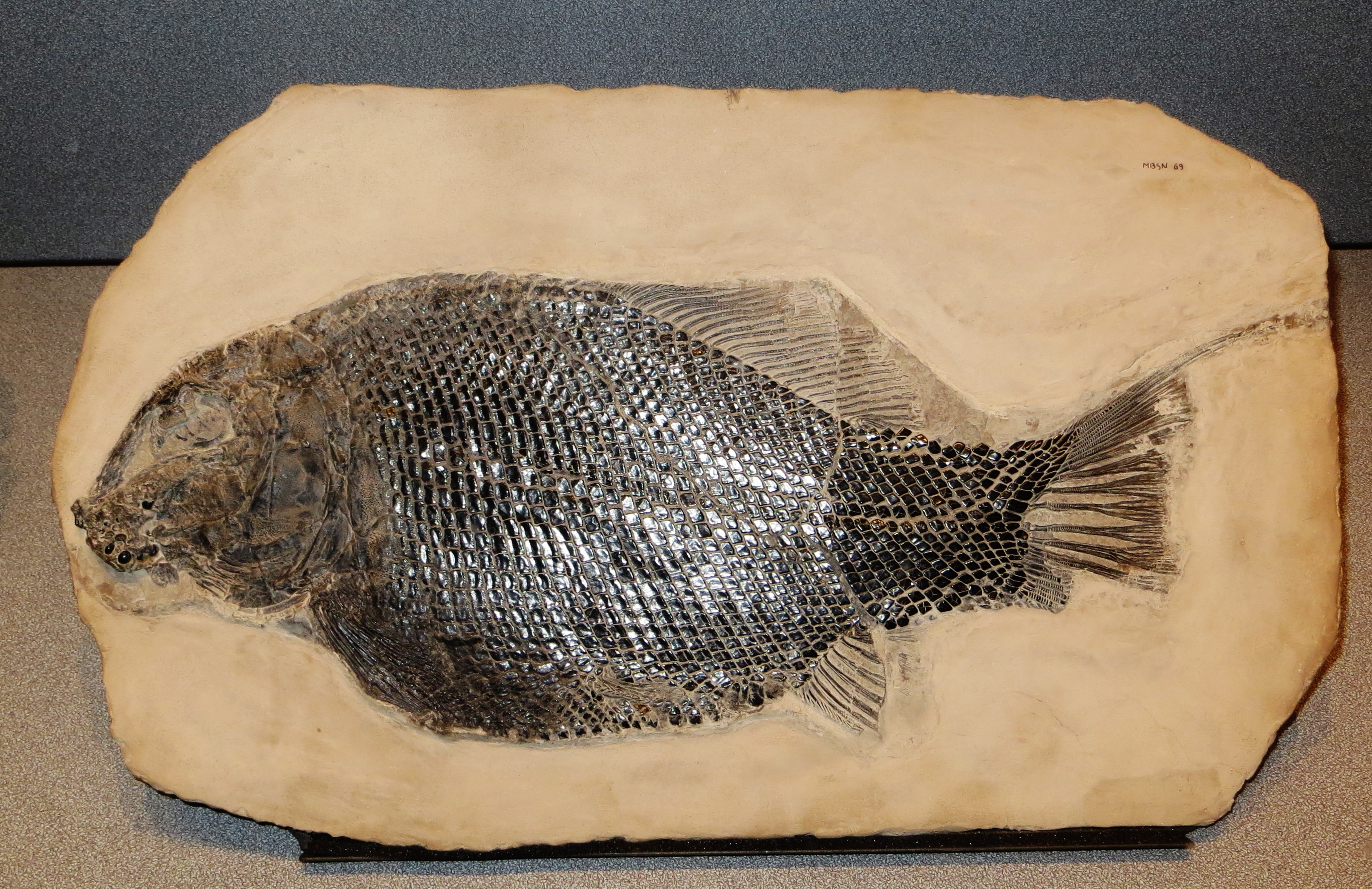
Fossile di Paralepidotus proveniente da Zogno
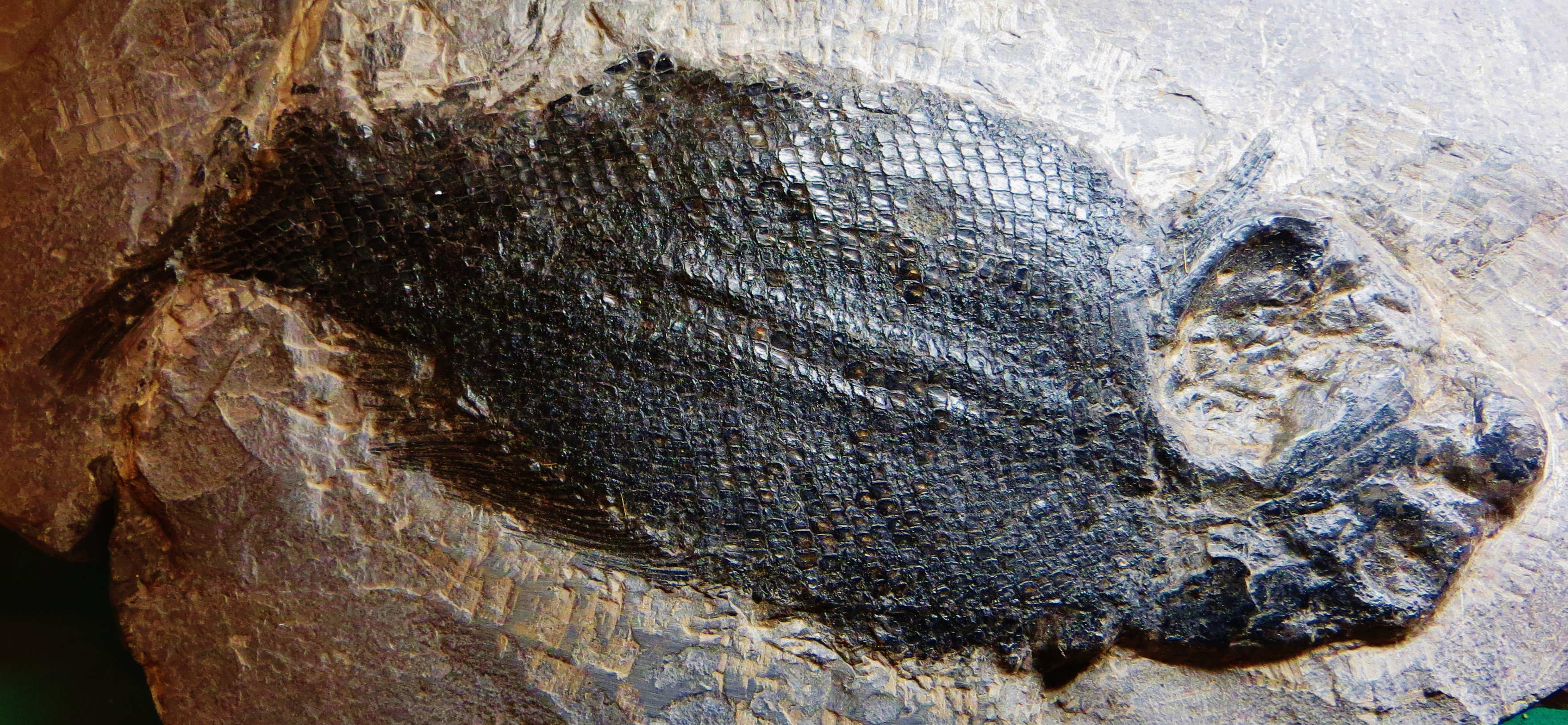
Fossile di Paralepidotus ornatus proveniente da Zogno
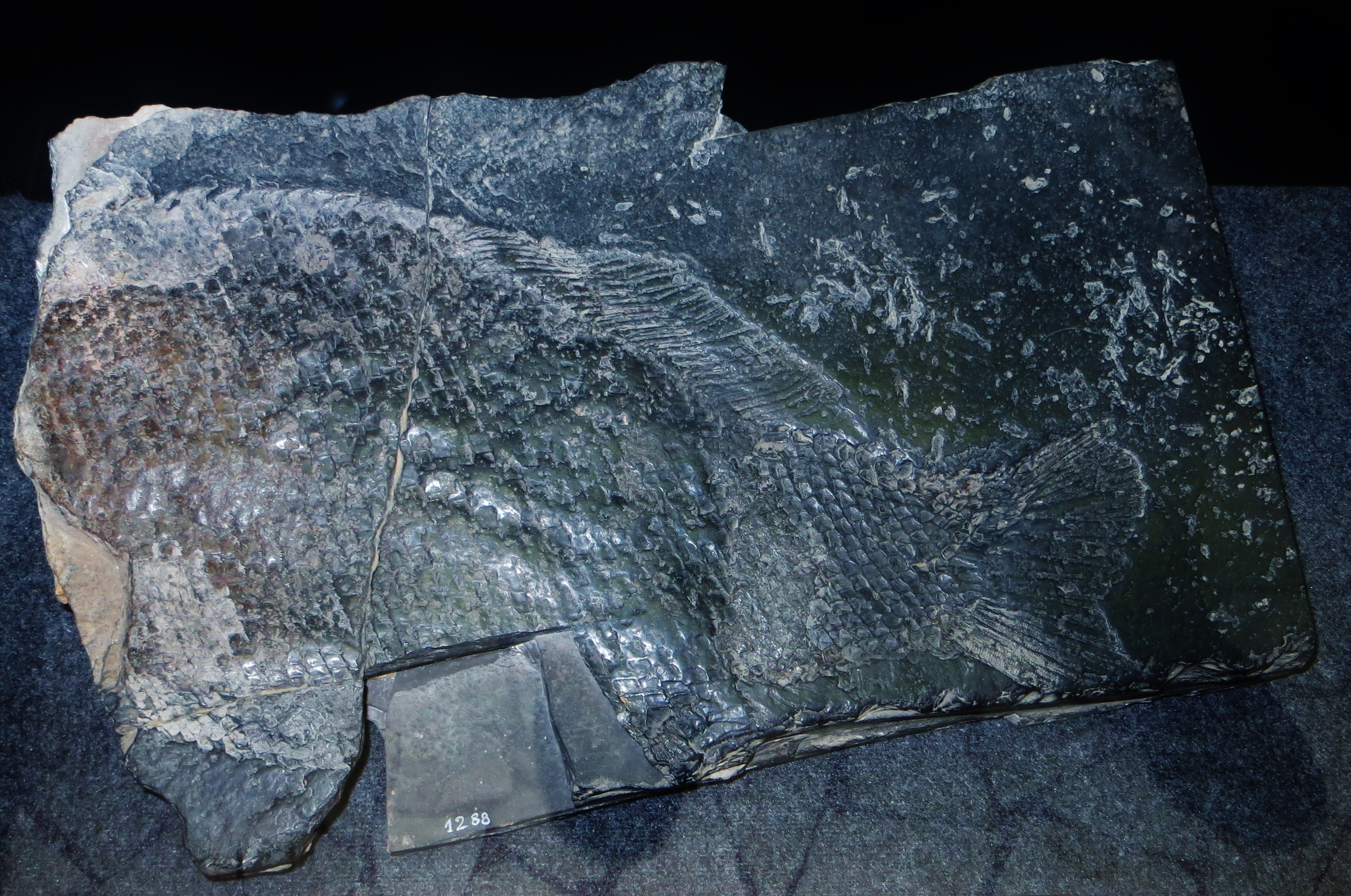
Fossile di Paralepidotus ornatus da Valle Imagna (Calcare di Zu)
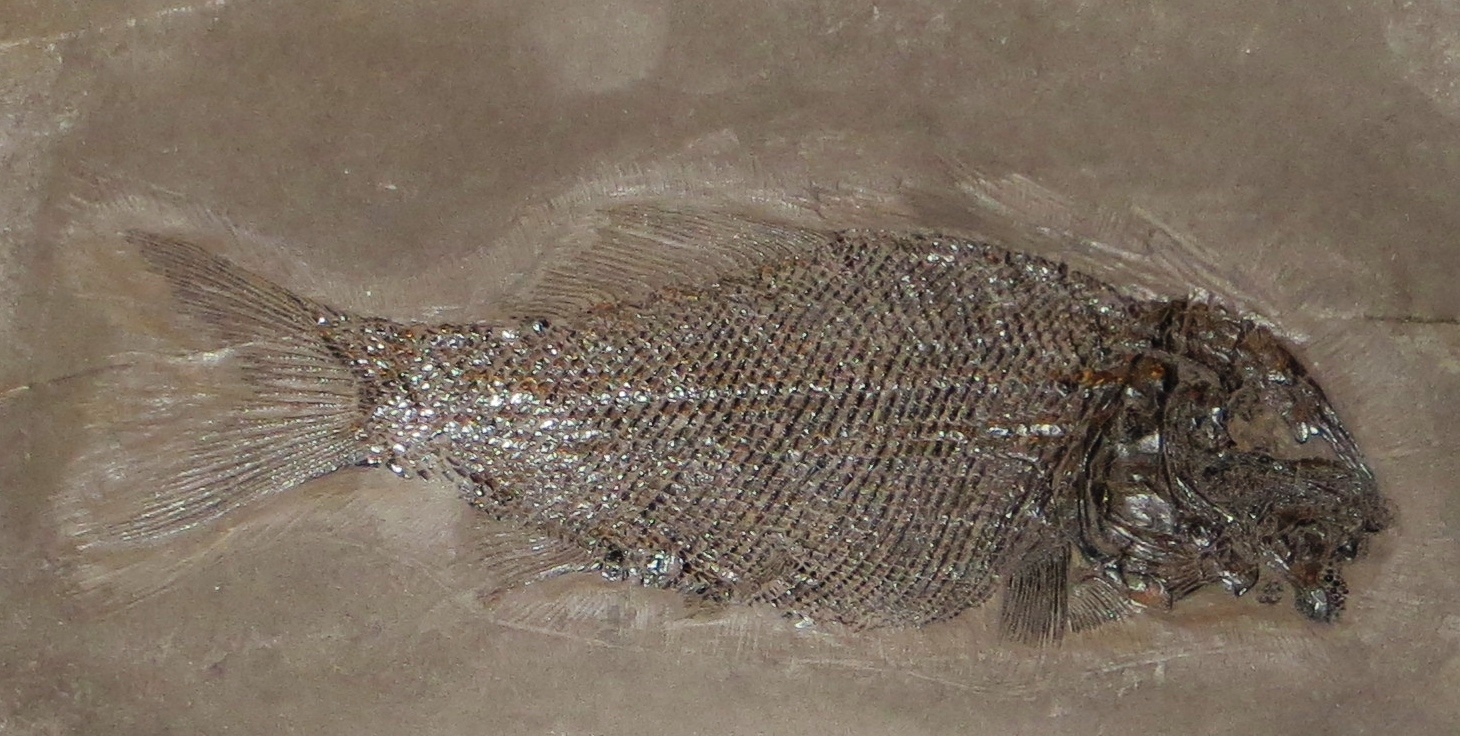
Fossile di Paralepidotus proveniente da Poscante